# 路面電車型郊外住宅地
路面電車型郊外住宅地（ろめんでんしゃがたこうがいじゅうたくち　Streetcar suburb）とは、主要な交通手段が路面電車である郊外住宅地である。米国では自動車が発明される前の時代、当時急成長を遂げていた中流階級が、歩きや馬車に比べて長距離を移動できる路面電車により都市中心部の外へ移動できるようになり郊外住宅地が生まれた。  初期の郊外住宅地は馬車が使われ、19世紀後半にケーブルカーや路面電車が普及し、インナーシティから離れた郊外に住めるようになった。当時はアディション（増築）やエクステンション（拡張）と呼ばれていた路面電車型郊外住宅地は、今日の米国およびカナダにおける郊外住宅地の先駆けとなった。サンフランシスコのウェスタン・アディションは、西方および南方への拡張以前の路面電車型郊外住宅地の好例の一つである。
この用語は、路面電車と付けられているが、一般的用語として19世紀初頭の馬車鉄道を含む路面軌道向けに建設された郊外住宅地全般を指すこともある。路面電車型郊外住宅地と敢えて呼ばれる開発は、他の開発とは大きく異なる場合もあるし、直線的な（多くは方格設計）道路計画や比較的狭い敷地など、路面電車型郊外住宅地共通の概念もいくつかある。

## 類似の用語

### 鉄道型郊外住宅地

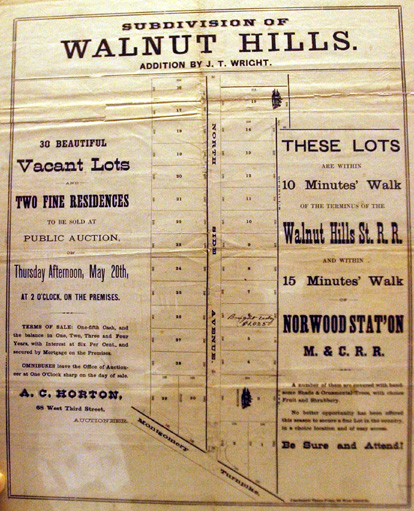
オハイオ州シンシナティの分譲地の広告。近くの電停まで歩いてすぐであることを宣伝している。

1830年までに、ニューヨーク市圏の通勤者の多くは、当時はニューヨーク市ではなかったブルックリン区とクイーンズ区からマンハッタンへフェリーで通勤していた。1852年、建築家アレクサンダー・ジャクソン・デイビスはニュージャージー州に、フェリー と蒸気鉄道の両方が通る計画郊外住宅地、ルウェリン・パークを設計した。1840年代と1850年代には、新しい鉄道路線がヨンカーズ、ホワイト・プレインズ 、ニューロシェルなどニューヨーク市郊外住宅地の発展を促進した。19世紀半ば裕福な人々は田園地帯に住み、カントリークラブで社交し、ダウンタウンに蒸気機関車で通勤した。これらの郊外住宅地を、歴史家ケネス・T・ジャクソンは「鉄道型郊外住宅地」と呼び、歴史史家ロバート・フィッシュマンは「ブルジョアユートピア」と呼んだ。
フィラデルフィア郊外住宅地では、ラドナー、ブリンマー, Pennsylvania、ヴィラノバといった郊外住宅地域がフィラデルフィア本線沿いに発展した。1850年には既に、ボストンから半径15マイル（約24km）以内に83の通勤駅が建設されていた。 シカゴでは大規模な開発が進み、1873年までに11の路線が100以上の地域に接続している。イリノイ州リバーサイドは有名な地域で、おそらく米国初の計画都市であり、1869年にフレデリック・ロー・オルムステッドによって設計された。

### 馬車やケーブルカーの住宅地
都市に最も近い郊外住宅地は馬車、そして後にケーブルカーが使われていた。1830年頃に米国に導入された馬車バスは、固定ルート上に定期的に停車する初の大量輸送システムで革命的であった。乗客は2マイル歩くのと同等の時間で、座って3マイル移動できた。その後、より効率的な馬車軌道により、都市は拡大された。1860年までに、ニューヨーク、ボルチモア、フィラデルフィア、シカゴ、シンシナティ、セントルイス、モントリオール、ボストンなど、アメリカとカナダのほとんどの主要都市で馬車が運行されていた。
馬車型郊外住宅地は、市内中心部より遠方の鉄道型郊外住宅地へと広がった。労働者階級と中流階級は引き続き市内中心部周辺に住み、富裕層は郊外住宅地に住む余裕があるため、交通手段によって都市における社会階層と経済階層が分別された

## 歴史

### 開発
1887年、フランク・スプレイグがバージニア州リッチモンドに路面電車を導入し「路面電車型郊外住宅地」が開発され、交通機関型郊外住宅地の新時代が始まった。初期の路面電車は、徒歩30分の距離を10分で楽々と移動でき、ボストンやロサンゼルスなどの都市で急速に導入され、最終的にはアメリカとカナダの主要都市すべてに広がった。1890年にはアメリカの都市を結ぶ路面電車の路線は5,783マイル（約9,000km）が、1902年には22,000マイル（約35,406km）、1907年には34,404マイル（約55,368km）にまで延伸された。
1890年までに、各規模の都市で路面電車が馬車に代わり、路線の延伸により郊外住宅地開発が飛躍的に進んだ。路線は農村地帯まで延伸されることも多く、当初は開発が急速に進んだ。そして、新路線沿いに、かつては隔てられていた地域につながる新住宅地が形成され 沿線では、路線直近の家屋は、離れた家屋よりも10年から20年古い場合が多く、開発初期の急速な発展と、ゆっくりとした完成を反映していた。
路面電車は低料金で乗り換え無料であったたため、通勤は手頃なものとなった。都市から離れ土地価格が安価な郊外住宅地により、路面電車型郊外住宅地域は幅広い社会経済階層の人々を引き付け、特に中流階級の人々に圧倒的な人気であった。
路面電車型郊外住宅地の住宅は、現在に比べ幅が狭く、カリフォルニア・バンガローやアメリカン・フォースクエアといったアーツ・アンド・クラフツ運動のスタイルに人気が高かった。これらの住宅はカタログで購入され、資材は鉄道で運ばれ、家の組み立てに地元の工夫が加えられた。初期の路面電車型郊外住宅地には、後期ビクトリア朝様式やスティック様式など、より装飾的なスタイルも見られた。路面電車型郊外住宅地の住宅は、当時の歩行者中心の性質を反映し様式に関わらず、目立つ玄関ポーチがあり、私道やビルトイン・ガレージは稀だった。家と家の間のセットバックは、古い地区ほど小さくはなかったが（より古い地区ではセットバックが存在しないこともあり）、一般的に30〜40フィート以下の幅の区画に建てられた。
路面電車路線の結節近くか、交通量の多い路線沿いに食料品店、パン屋、ドラッグストアなどの商店が建てられた（それ以外の路線沿いには周囲の住宅と同じような家が建ち並んだ）。これらの店は、時には複数階建ての建物で、上層階がアパートである。こうした店は、周囲の生活必需品の買い物に便利で、通勤途中に立ち寄ることができた。家の近くに店はあったが、都市の古い地域ほど近くはなく、通常は特定の道路に限られており、都市の住宅地と商業集積が分離し始めたことを示している。
鉄道型郊外住宅地は都市間鉄道に点在する駅周辺地域に形成されたが、路面電車型郊外住宅地は都市中心部から外側へ伸びる連続した回廊を形成していた。路面電車の路線自体は、碁盤の目状に敷かれた道路、あるいは都市から四方八方に放射状に伸びるかつての有料道路上に建設されたため、地図上では星型に見えることもあった。開発業者は路線の電停から徒歩5～10分圏内の、小さな区画に住宅を構える長方形の「増築」地を建設した。これらは基本的に、かつての中心都市の碁盤の目状(方格設計)に建設され、通常は都市内の路面電車路線に点在した。

### 衰退
路面電車利用のピークは1923年で、157億人まで増え続けたが、中流階級と上流階級の自動車利用が増えるにつれて、その後は毎年減少した。かつては利益を上げていた路面電車会社は、1930年代までに電動バスやトロリーバスに事業を多角化した 。1940年代までに、路面電車の利用意識は劇的に失われ、路面電車や公共交通機関が選択肢にほぼ入らなくなった。1950年代までに路面電車はほぼ全てが運行を停止し、バスに置き換えられた。最盛期には主要な交通手段で高頻度に運行していた路面電車と比べ、代替となるバスは頻度も信頼性もはるかに低い傾向があった。
20世紀後半、米国の路面電車沿線の郊外住宅地は深刻な荒廃に見舞われた。連邦住宅局 (FHA）が促進した住宅所有ブームにより、融資審査の過程で FHA や銀行職員から否定的な評価を受けた地区が排除された。当時の FHA の基準では、路面電車沿線の郊外住宅地によく見られる多くの設計上の特徴が推奨されておらず、狭い区画、狭い道路、半戸建て住宅、路上駐車スペースの不足、一戸建て住宅とアパートや商業ビルの混在などは、FHA の報告書では否定的に捉えられていた。つまり、路面電車沿線の郊外住宅地は頻繁に融資不適格（レッドライニング）の対象となった。路面電車の運行がなくなり、住民が自家用車を保有するための十分なスペースとインフラも欠いていたため、これらの地区は時代遅れとみなされ、都市再開発計画の対象に頻繁になった。シンシナティ ウェストエンド、ブロンズビル、シカゴ、西フィラデルフィアは、いずれも戦後の都市再開発計画の一環として一部または完全に取り壊された路面電車型郊外住宅地の典型的例である。

### 現代の路面電車型郊外住宅地
かつての路面電車型郊外住宅地は、今では都会的な様相を呈しているが、沿線やその周辺の構造から容易に見分けられる。数ブロックおきあるいは沿線全体に小さな商業施設が立ち並び、店舗の正面はたいてい歩道に面している。これらの多くは小さな食料品店で、店の裏や上の階に住む「家族経営」であった。路上駐車場も、建物の裏側にある。
路面電車の沿線に店舗が建てられていたため、家の近くで電車を降り、夕食の軽い買い物を済ませ、そのまま歩いて帰宅ができた。これらの建物は、仕事をしていない配偶者の買い物にも利用されていた。人口密集都市を除けば小規模食料品店はほとんど残っていないが、今では食品以外の小売に転用され、近隣地域外の顧客を呼び込むことができるようになっている。
現代の路面電車沿線の郊外住宅地では、通常、バスはほぼ当初の路面電車路線に沿って運行されている。特に後発の自動車都市の郊外住宅地と比較すると、ダウンタウンやその他のビジネスエリアへの公共交通機関による通勤時間は非常に合理的である。 カナダのオンタリオ州トロントは、路面電車沿線の郊外住宅地のほとんどで現在も路面電車が運行されている都市の一例である。
路面電車沿線の郊外住宅地の住宅価格は、地域や都市によって異なる。これらの地域の空き区画（開発初期に空き地として残されたか、元々あった家屋が焼失や撤去された区画）は、現代の住宅地規制の適用外で、良好な状態で保存されている路面電車沿線の郊外住宅地であるほど、住宅の増築が困難となる。十分な広さを確保するために2つの区画を1つに統合したり、必要に応じて多くの家屋を取り壊したりすることもあるが、歴史的建造物地区の区画割が適用される場合は、増築住宅の建設が推奨されるか、近隣の住宅基準に合わせることが義務付けられる。

## 特徴
より大きな意味で、20 世紀初頭の路面電車型郊外住宅地路線はうまく機能していた。
- ほとんどの都市が将来の発展に向けた明確な計画を持たずに、断片的に発展していくのに対し、路面電車型郊外住宅地は、単一の所有と管理の下で組織された、高度に計画されたコミュニティであった。実際、それぞれの都市において、路面電車型郊外住宅地開発は初めての計画的開発となることが多かった。
- 路面電車型郊外住宅地の敷地のほとんどは、第二次世界大戦後の郊外住宅地の基準に比べかなり小さく、コンパクトで歩きやすい地域であり、公共交通機関(路面電車の路線)へのアクセスも便利であった。
- 路面電車が通る郊外住宅地のほとんどは碁盤の目状（方格設計）に計画されていたが、設計者は敷地の環境に合わせて碁盤の目状のパターンを曲線状の道路に変更することが多かった。さらに、自動車が普及する以前の郊外住宅地の多くには、前庭の私道がほとんどない路地が含まれていた。
- 交通面では、路面電車は住民にとって通勤・買い物・社交活動への主要な移動手段であった。しかし、路面電車の起点と終点では、歩行が主要な移動手段であった。その結果、街全体は歩行者に非常に優しいままだ。これは他の乗り物においては必ずしも当てはまりまらない。20世紀初頭には、自転車も当時の多くの都市住民にとって人気の移動手段であった。（しかし、路面電車の線路が道路のアスファルトで覆われたため、車輪フランジ用の溝ができ、自転車利用者にとって危険な状況ともなった。車輪が挟まると、容易に抜け出せない。）
- 歩行者中心のため、ぬかるみを避けて路面電車まで歩く不便を避けるために歩道は必須であった。街路樹は、健全で魅力的な地域づくりに不可欠と考えられていた。こうした開発は農地やその他の開墾地で行われることが多かったが、20世紀初頭以降に形成されたこれらの魅力的なコミュニティに見られる、大きくて覆い尽くすような樹冠に、街路樹が植えられたことの証を見ることができる。

## 北米の路面電車型郊外住宅地の一覧

### アトランタ
- アデアパーク&lt;Adair Parkは1890年代に白人専用の路面電車型郊外住宅地として開発が始まり、現在では黒人住民が多数を占める地域となり、地域社会は保存に強い関心を示している。 「アンクル・リーマス」の作者、ジョーエル・チャンドラー・ハリスの生家であるレンズ・ネスト（英語版）は、ここから訪れることができる。
- インマンパーク（英語版） はアメリカ合衆国国家歴史登録財に登録されており、1889年にアトランタ初の路面電車型郊外住宅地となった。路面電車の路線はなくなったが、車庫trolley barnは今も残っており、改装されている。
- バージニアハイランド（英語版）は1911年に開発が始まり、アトランタの伝説的なナインマイルサークル（英語版）トロリーラインの終点である。
- カークウッドは1899年にアトランタと ディケーター を結ぶ路面電車の路線を中心に独立した都市として設立された。

### テキサス州オースティン
- 1891年に開設のハイドパークは、テキサス州オースティン (テキサス州)初の郊外住宅地と考えられている。1891年にモンロー・マーティン・シープ（英語版）によって、大きな人工湖を備えた「白人専用」路面電車型郊外住宅地として開発され、現在では市の都心部で人口密度の高い地域となっている。

### ボルチモア
- ローランド・パーク（英語版）
- イースト・ケイトンズビル（英語版）

### カリフォルニア州バークレー
- カリフォルニア州バークレーのエルムウッド地区（英語版）は、市街地から離れた空き地であった。数十年にわたるスプロール現象とインフィル開発（英語版）によって、最終的にイーストベイ都市圏に統合された[15]

### ボストン
- ロクスベリー
- ドーチェスター
- ブライトンは1889年に路線が開業し、路面電車型郊外住宅地になった[16]
- ロズリンデール（英語版）
- ブルックライン
- サマービルは路面電車型郊外住宅地の社会的移動に関して研究された[17]
- チェスナット ヒル（英語版）は、鉄道や路面電車が通る特に裕福な郊外住宅地の地域で、2 世紀にわたってボストンの裕福なエリート層の居住地となっている。
- ウィンチェスター
- アーリントン
- ベルモント
- ニュートン
- メルローズ
- モールデン

### クリーブランド
- ブラテナール（英語版）
- クリーブランドハイツ
- イーストクリーブランド（英語版）
- ユークリッド
- フェアビューパーク（英語版）
- レイクウッド
- ロッキー川（英語版）
- シェーカーハイツ（英語版）は、当初鉄道事業で知られるヴァン・スウェリンゲン兄弟（英語版）によって計画された。クリーブランド地下鉄が、コミュニティとクリーブランド ダウンタウン（英語版）を結び、この鉄道は現在も運行されている。

### オハイオ州コロンバス
- ベクスリー（英語版）にはオハイオ州知事公邸があり、その他にもチューダー様式やコロニアル様式の大きな邸宅が数多くある。
- グランドビューハイツ（英語版）
- Old Beechwold
- アッパー・アーリントン（英語版）、具体的にはレーン・アベニューの南側の区画は、第一次世界大戦直後から、シオト・カントリー・クラブの周囲に計画され、開発された。

### ダラス
- テキサス ハイランドパーク（英語版）地区は特別に計画され、当時市内で最も裕福な住民を惹きつけた。

### デトロイト
- グロース・ポイント（英語版）地区は、1890年代初頭、デトロイトの裕福な実業家と家族の保養地として構想された。デトロイトと海岸沿いのマウント・クレメンス（英語版）を結ぶ旅客鉄道は1890年代後半に開通し、後にグロース・ポイントとなる地域を通過し、この地域へのアクセスが容易になった。
- デトロイトの多くの地区は、路面電車型郊外住宅地として建設された。30フィートまたは45フィートの区画に建てられた一戸建て住宅や二世帯住宅がほとんどで、タウンハウスや集合住宅が点在しているのが特徴である。スプリングウェルズ・ビレッジ（英語版）、サウスウェスト・デトロイト（英語版）、ミシガン・マーティン（英語版）、アーデン・パーク（英語版）、ボストン・エジソン（英語版）などがその例である。

### エドモントン
- エドモントン アルバータ通り（英語版）の開発はエドモントン・ラジアル鉄道（英語版）の開通前1890年代に始まったが、この地域の開発の多くは95番街に路面電車が導入されてから起こった[18]。
- マクドゥーガル中心部（英語版）は107番街によって二分されているが、この通りは廃止されるまで路線として残っており、この地域の大部分は開発されていた[19][20]。
- ハイランズ, Edmontonは1900年代初頭、エドモントンの開発地域から孤立していたが、開発業者が市と交渉し、路面電車の路線を延伸することで、孤立していた地域の開発が可能になった。この地区の多くは、112番街に路面電車が導入されたことをきっかけに発展した[21]。
- 1892年にエドモントンが町として法人化された際にマコーリー, Edmontonは大部分が細分化されていたが、1912年に97番街と95番街のマコーリー中心部に複数の路面電車が走るようになるまでは、ほとんど開発が進まなかった[22]。
- ウェストマウント（英語版）はエドモントンのダウンタウンに近いことから早くから発展し、1910年の路面電車の延伸によりアクセスがさらに向上し、路線沿いの124番街沿いに商業スペースが開発された[23]。
- ウィクウェントウィン（英語版）（旧オリバー）は当初、エドモントンの町とは分離されていた。1908年にジャスパー・アベニューに路面電車が開業し、開発は加速した[24]。

### ヒューストン
- ヒューストン・ハイツ（英語版）地区は、1891年に億万長者のオスカー・マーティン・カーターと、オマハ・アンド・サウス・テキサス・ランド・カンパニーを設立した投資家グループによって創設された。1919年にヒューストン市に併合されるまで、独立した自治体であった。
- ニアタウン（英語版）は、開発業者JW・リンクと彼のヒューストン・ランド・コーポレーションによるリバーオークス（英語版）開発以前、20世紀初頭に計画都市と路面電車型郊外住宅地として構想されていた。リンクはモントローズに自らの邸宅を建て、「リンク・リー・マンション」として知られ、現在はセント・トーマス大学（英語版）のキャンパスの一部となっている。

### インディアナポリス
- アーヴィントンは1870年にインディアナポリスのダウンタウン（英語版）から東に5マイル（8km）の場所に設立され、1890年代には路面電車型郊外住宅地として繁栄し、1902年にインディアナポリスに併合された[25][26]
- リバーサイドは1902年にインディアナポリス ダウンタウン（英語版）から北西3.5mile (5.6km) に開発され、並木道、景観の整った中央分離帯/環状交差点、十分なセットバック、氷河の岩擁壁を備えた都市美化運動のスタイルで開発された[27]

### フロリダ州ジャクソンビル
- リバーサイドとアボンデールの両地区には1887年から1930年代まで路面電車が運行しており、1913年には乗客数が1300万人を超えた[28]。

### テネシー州ノックスビル
- 1880 年代に開発されたフォース アンド ギル（英語版）には、今でも当時の家屋や街並みがほぼ残されている。
- ノックスビルのオークウッド（英語版）は、中流階級ではなく労働者階級の路面電車型郊外住宅地の例として研究された[29]。
- オールド ノース ノックスビル（英語版）は、1880 年代に独立した町として開発された。

### ロサンゼルス
- アンジェリーノ ハイツ（英語版）は、テンプル ストリートの馬車 を中心に建設され 、後に路面電車ロサンゼルス鉄道イエロー カーに改良された。ロサンゼルスのダウンタウン以外での最初の郊外住宅地開発であった。
- グレンデール（カリフォルニア州）、グレンデール・バーバンク線<Glendale–Burbank Lineが運行
- ハイランドパーク<Highland Parkは、ロサンゼルスのダウンタウンとパサデナを結ぶフィゲロア通<Figueroa Streetりのトロリー線と鉄道沿いに開発された。旧線路は2003年にロサンゼルス郡都市圏交通局(LATC) L線の一部として再開通した。
- オルムステッド・ブラザーズ社が後に計画した路面電車型郊外住宅地、ライマート・パーク<Leimert Parkは、自動車でのアクセスの良さとイエローカー 6番線沿いの立地の両方を売りにしていた。
- ロサンゼルス南部（英語版）の中心部の大部分は、当初はイエローカーのバーモントアベニュー、ブロードウェイ、セントラルアベニューの各路線が運行する路面電車型郊外住宅地域として開発された。
- ハンティントンパークやウォルナット パーク（英語版）などの近隣地域を含むロサンゼルス南東部にも、イエロー カー ラインが運行している。
- ウェスト・ハリウッドは、19世紀後半から20世紀初頭にかけて、ロサンゼルスのダウンタウンと太平洋のビーチの両方に路面電車で近いという理由で開発業者によって売り出された[30]
- ロスセリトス、ロングビーチ（英語版）[31]

### マイアミ
マイアミのコーラルゲーブルス地区は、1920年代に初期のマイアミ開発業者によってダウンタウン・マイアミの初期の郊外住宅地として建設された。コーラルゲーブルズは、コーラルウェイを通る路面電車によってダウンタウンと結ばれていた。今日、コーラルゲーブルズの住宅はマイアミで最も高価な一戸建て住宅の一つであり、その大部分は1920年代から保存されている。コーラルゲーブルズ内のミラクルマイルは数十年にわたって都市化が進み、多数の高層マンションやオフィスビル が立ち並ぶ、密集した都会のエリアとなっている。

### ミルウォーキー
- ショアウッド（英語版）, Wisconsinの北側では、1950 年代半ばまで 10 番と 15 番の路面電車が運行されていたが、その後バスに置き換えられた。
- ウィスコンシン州 ホワイトフィッシュベイ（英語版）の北側には、1950 年代半ばまで 15 番路面電車が運行されたが、その後バスに置き換えられた。
- クダヒ（英語版）の南側には 15 番と 16番の路面電車が走っていた。
- サウスミルウォーキー（英語版）には、南側で 15 番と 16 番の路面電車が運行されていた。
- ワウワトサ（英語版）の西側には、10、16、17番の路面電車が走っていた。
- ウェストアリス の西側には、10、18、19番の路面電車が運行していた。

### モントリオール
モントリオールの路面電車沿線の郊外住宅地の多くは、狭い敷地の一戸建て住宅ではなく、赤レンガまたはグレーストーンで造られた2世帯住宅、3世帯住宅、4世帯住宅、そして外階段付きの複合住宅が混在している。これらの地域には、路面電車が通る活気のあるメインストリートが広がり、ほとんどの商店、企業、サービス業が集まっている。一方、住宅街の交差点には、小規模なデパヌール（コンビニエンスストア）が軒を連ねている。
- パークエクステンション（英語版）：路面電車80番線と95番線
- オシュラガ メゾヌーヴ（英語版）:トラムウェイ 84、87、3、5、 22
- ローズモント（英語版）：路面電車7、52、54番
- ヴェルダン：路面電車25番と58番
- ノートルダム ド グラース（英語版）: トラムウェイ 70、83、3、31
- ヴィルレ（英語版）：路面電車24、35、72番

### ニューアーク、ニュージャージー州
エセックス郡 (ニュージャージー州)の多くの地域は、ニューアーク市地下鉄とニューアーク公共サービスターミナルに接続する公共サービス鉄道の路線網に繋がっていた。その中には、アービントン、メープルウッド、モントクレア、ブルームフィールド、グレンリッジ、そしてジ・オレンジズなどが含まれる。これらの路線の一部は、現在もニュージャージー・トランジットのバス路線として残っており、21番、25番、27番、29番、39番などがその例である。 

### カリフォルニア州オークランド
- カリフォルニア州ピエモント（英語版）の不動産開発と路面電車路線キー・システム（またはキールート）は、フランシス・マリオン・スミス（英語版）とフランク・コルトン・ヘイブンズ（英語版）によって建設され、管理された。[32]

### ネブラスカ州オマハ
1856年の市制施行後まもなく、多くの事業者により馬車、路面電車、そして最終的には市内全域にバス輸送が行われた。これらの運行は1955年3月4日に廃止された。路面電車型郊外住宅地としてのみ機能していた地域には、以下のものがある。
- カウンツェ プレイス（英語版）
- ダンディー
- ベンソン
- サウスオマハ（英語版）

### オタワ
- バンク ストリート（英語版）からランズダウン パークまでの路面電車が敷設されてから、グリーブは上流中産階級の住民、特に1900年の大火（英語版）で家を失った人々が集まるようになった。
- リッチモンド ロード（英語版）沿いの路面電車システムがロチェスタービルからブリタニア パークまで延長された結果、ヒントンバーグ（英語版）、ウェストボロ（英語版）、ブリタニア ビレッジ（英語版）の路面電車型郊外住宅地が誕生した。

### フィラデルフィア
- アルダン
- Beechwood
- ブルックライン
- カムデン
- チェルトナム郡区
- クリフトンハイツ（英語版）
- コリングデール（英語版）
- コリングスウッド（英語版）
- ダービー
- ハドンフィールド（英語版）
- ラネルチ（英語版）
- メディア
- マーチャントビル（英語版）
- ミルボーン
- ノリスタウン
- オークモント（英語版）
- ペンフィールド（英語版）
- シャロン
- スプリング・フィールド（英語版）
- アッパー・ダービー郡区
- 西フィラデルフィア（英語版）[33]

### フェニックス
- FQストーリー歴史地区（英語版）は、 1920年代にフェニックスの路面電車型郊外住宅地として開発された[34]。

### ピッツバーグ

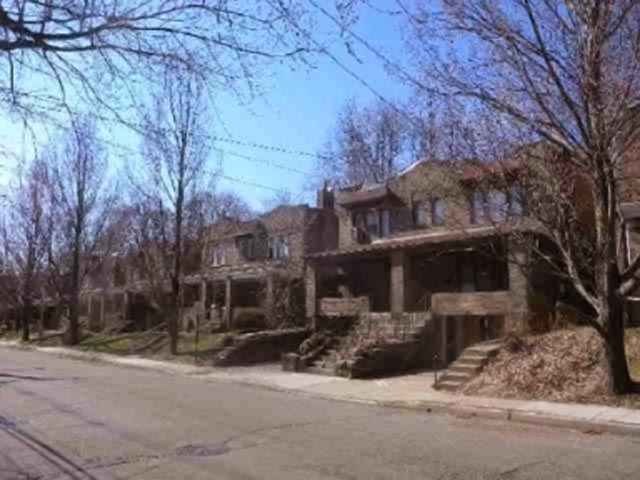
マウント・レバノン 路面電車の路線に面した狭い敷地に建つ1920年代の集合住宅

- ピッツバーグの裕福な地域の多くは、フレンドシップ、ハイランドパーク、スクイレルヒル、リージェントスクエア（英語版）など、市中心部の東側に位置する住宅街を中心に、路面電車型郊外住宅地として発展した。市外では、路面電車の路線が建設されたことで、エッジウッド、セウィックリー（英語版）、アスピンウォール（英語版）といったコミュニティが、市の上流中産階級の聖地として開発が進んだ。
- ピッツバーグで現在唯一の鉄道であるピッツバーグ・T ライトレールは、かつての路面電車路線を網羅し、ドーモント（英語版）、マウントレバノン、キャッスル・シャノン（英語版）といった路面電車型郊外住宅地を結んでいる。路線の終点（ベセル・パークとサウス・パーク）のコミュニティは、主に1940年代から60年代にかけての自動車依存型の郊外住宅地だが、鉄道沿線の一部の地区は、ライブラリー地区のように路面電車コミュニティの特徴を反映している。
- ピッツバーグの路面電車は「トロリー」とも呼ばれ、ピッツバーグ発の子供向け公共テレビ番組「ミスター・ロジャースのネイバーフッド」（1968年-2001年）では、1968年当時の地元の子供たちにはトロリーがよく知られていたため、現実と「ごっこ遊びのネイバーフッド」ショーセグメントの間のつなぎとしておもちゃのトロリーが使用された[35]。

### オレゴン州ポートランド
- レンツは、1892年に区画整理された当時は、路面電車でポートランドとつながっていた別のコミュニティでした。[要出典][citation needed]
- ローレルハースト（英語版）はグリサン通り沿いの路面電車の路線を中心に設計された計画都市であった[36]

### バージニア州リッチモンド
- バートンハイツ（英語版）
- Bellevue
- ギンターパーク（英語版）
- Hermitage Road Historic District
- ローレルハースト（英語版）
- ラバーナムパーク（英語版）
- ハイランドパーク
- ハイランドスプリングス（英語版）
- シャーウッドパーク（英語版）
- ワシントンパーク
- ウェストオーバーヒルズ（英語版）
- ウッドランドハイツ（英語版）

### セントルイス
- メイプルウッド（英語版）は、セントルイスから続く路面電車の終点に開発されたベッドタウンである。セントルイスが石炭の煤煙スモッグに悩まされていた時代に、新鮮な空気で知られる初期の郊外住宅地であった。
- ユニバーシティ・シティ（英語版）は1903年、セントルイスの路面電車の終点に誕生し、1904年に近くのフォレストパークで開催されたセントルイス万国博覧会の前年であり発展した。ユニバーシティ・シティの目立ったエリアは、今日でも「ループ」と呼ばれている。これは、市庁舎近くの折り返し地点で終点となっていた路面電車の路線に由来している。この地域には、歴史ある新しい路面電車路線であるループ・トロリー（英語版）が建設された。(2018年）

### ソルトレイクシティ
- シュガーハウス（英語版）は、ソルトレイクシティ・ダウンタウンの南東にある地区です。この地区は1853年に設立され、ソルトレイクシティの路面電車システムが完成し拡張されました。市の成長はソルトレイクシティのダウンタウンとその周辺で起こったため、シュガーハウスは当初この地域から孤立していた。しかし、ユタ州刑務所がこの地区に移転し、2100サウスに商業施設が建設されてからは、市内で最も活気のあるエリアの1つになった。現在では、シュガーハウスパーク、ウェストミンスター大学、そして主に地元や地域の企業が集まる再開発されたダウンタウンエリアがある。近代的な路面電車の路線 Sラインは、市とユタ・トランジット・オーソリティーによって2013年に開通し、路面電車の「公園」を建設する近代的な公共交通指向型開発（TOD）の計画がある。

### カリフォルニア州サンノゼ
- ハンチェット・レジデンス・パークは、サンノゼ初の路面電車が通る郊外住宅地であったた。1907年にルイス・E・ハンチェットによって建設され、彼は正門、独立した自動車入口、そしてアメリカで最古の2つのラウンドアバウトを使い、路面電車をこの地区に直接接続した。そのレイアウトは、サンフランシスコ・ゴールデンゲート・パークの設計者として有名なジョン・マクラーレンによって設計された[37]。 サンノゼのアラムロック・パークとヴェノドーム・ホテルも、ダウンタウンを結ぶ路面電車の異なる支線上にあった。
- ウィローグレンは元々独立した町であったが、1936年にサンノゼ市への併合が投票で決定さた。サザン・パシフィック鉄道はペニンシュラ線を運営していた。この路線は「ビッグ・レッド・カーズ」をバード通りからコー通り、リンカーン通りまで走らせ、ウィロー通りで折り返してメリディアン通りまで続いていた。この路線はサラトガなど広く拡がっており、サザン・パシフィック鉄道は1918年頃から赤字経営を続けた。1920年代、サンノゼ市はサザン・パシフィック鉄道に路線変更を命じた。これを受け、ウィローグレンは路線変更を阻止するため、1927年に市制を施行した。最終的に鉄道は近隣のノース・ウィロー・グレンを通ることになった。

### シアトル
- コロンビアシティ（英語版）は1891年に Rainier Avenue Electric Railway 沿いに独立した町として設立された[38]。
- イーストレイク
- ラヴェンナは、1891年にレイニア電力鉄道会社によって路面電車路線が建設された後に、ラヴェンナ公園（英語版）に隣接して設立された[39]。
- ウォリングフォード（英語版）
- アラスカジャンクション（ウェストシアトル（英語版））

### トロント
- ウェストヒル（英語版）、クリフサイド、バーチクリフ（英語版）、リバーデール、ザ・ビーチズ（英語版）、ノーストロント（英語版）、パークデール（英語版）、ニュートロント（英語版）、ミミコ（英語版）、ロングブランチ（英語版）はいずれも路面電車が通っている郊外住宅地域である。スカーバローのウェストヒル地区（1906年頃）とクリフサイド地区（1901年頃）は、トロント交通委員会（英語版）（TTC）の管轄下で1936年に路面電車の運行を停止した。バーチクリフ地区は1954年にTTCの管轄下で路面電車の運行を開始（1897年開始）。路面電車は、現在のトロント地域から遠く離れたロングブランチ西部の湖畔ポートクレジット（現在はミシサガ市の一部）までインターアーバンとして運行されていた[40]。

### ワシントンD.C.
1800年代後半、ワシントン郡の多くの村落（ブライトウッド、マウント・プレザント、テンリータウン、チェビー・チェイス、ルドロイト・パーク、ユニオンタウン、ブルックランドなど）では、路面電車の普及により発展が促進された。しかし、1960年代半ばまでにこれらの村落では路面電車の運行が停止した。
1880年代後半から路面電車時代の終焉にかけて、ワシントンからメリーランド州のモンゴメリー郡 とプリンスジョージズ郡の周辺地域へと交通路線が広がり、ロックビル、フォレスト・グレン、ケンジントン、タコマパーク、バーウィン・ハイツ, Marylandへと向かった。特に路面電車は、マウント・レーニアからハイアッツビル、リバーデール・パーク、そしてカレッジパークを経てローレルに至る Gateway Arts Districtの発展に貢献した。
バージニア州クラレンドンは、ボルチモア近郊のイースト・ケイトンズビルを開発した同じ開発業者によって、1900 年頃に路面電車型郊外住宅地都市として建設された。

## オーストララシア
ニュージーランド ケルバーンにはウェリントン ケーブルカーが運行されており、かつてはカロリ交通もこれに接続していた。
オーストラリアの多くの都市の都心郊外住宅地は、路面電車の路線を中心に計画された。 メルボルンの広大な路面電車網には、カールトン、フィッツロイ、セントキルダ、アルバートパーク、サウスメルボルン、ブランズウィック, Victoriaなど、初期の交通手段として路面電車が主流であり、現在でも主要な交通手段となっている路面電車型郊外住宅地の例がいくつか含まれている。シドニーもかつて南半球最大の路面電車網を有しており、現代の様々な郊外住宅地の大通りの多くは路面電車の停留所を中心に建設された。

## 欧州
欧州では、路面電車／トラムが発明される以前の産業都市化の初期に、多くの住宅街が開発された。しかし、ヨーロッパの多くの地域では、路面電車システムが最終的に新世界xxのほとんどの地域よりも大きな公共交通機関としての役割を果たすようになった。したがって、ここでは「路面電車型郊外住宅地」という用語を明確な概念として用いる必要はない。なぜなら、多くのヨーロッパの都市のほとんどの地域は路面電車が交通の中心であり、特に東側諸国のように20世紀において自家用車の所有率が低かった国々ではそれが顕著だからである。
一例として、チェコの首都プラハが挙げられる。プラハは共産主義崩壊後、多くの郊外住宅地道路を建設し、地下鉄やバスのシステムも充実しているが、市の中心部がユネスコ世界遺産に登録されているため、市当局は歴史的地区での新規道路建設を制限している。その代わりに、路面電車システムが交通システムの基幹となっており、共産主義以前および共産主義時代の多くの地区では、レンガや漆喰でできた歩行者用アパートが道路沿いに建ち並び、複数の路面電車路線が市内中心部まで走っている。これは、多くの中規模ヨーロッパ都市とほぼ同様である。
東側諸国の多くでは住宅が不足していたため、新築住宅は主にプラッテンバウ／パネラーク様式で建設され、新しい地区は当初から路面電車の接続が確保され、通勤が容易になりました。ベルリン・マルツァーン、ハレ＝ノイシュタット、ドレスデン＝ゴルビッツなどの開発計画がその一例です。西側諸国では路面電車の重要性が薄れていたため、同様の地区は自動車依存度の高い路線沿いに建設されました。あるいは、ニュルンベルク・ラングヴァッサーの場合は、ラングヴァッサーから内側に向けて新しニュルンベルク地下鉄が敷設され、新しい地区とニュルンベルク中心部の職場やショッピング街が結ばれました。 